# Temelucha philippinensis
Temelucha philippinensis är en stekelart som beskrevs av William Harris Ashmead 1904. Temelucha philippinensis ingår i släktet Temelucha och familjen brokparasitsteklar. Inga underarter finns listade i Catalogue of Life.